# Чубко Наталія Віталіївна
Чубко Наталія Віталіївна (* 1 березня 1974, Луцьк) — українська художниця, автор стилю «чубківка».

## Біографія
Чубко Наталя Віталіївна народилася 1 березня 1974 року у Луцьку Волинської області.
1982 — 1987 роки навчалась у Луцькій художній школі. Викладач — Черній В. О.
1990—1994 роки навчалась у Львівському училищі прикладного мистецтва імені Івана Труша (тепер Львівський коледж декоративного і ужиткового мистецтва).
З 1994 року керівник студії дизайну у Центрі технічної творчості обдарованих дітей.
1996 — 2001 роки — навчання у Волинському державному університеті імені Лесі Українки.
З 1998 роки учасник обласних та регіональних виставок.
1998 рік — обласна виставка міста Луцьк.
2000 рік — «Світ очима жінок», обласна виставка м.Луцьк.
2001—2003 роки — розпис церкви св. Пантелеймона у селі Новосілки Маневицького району.
2004 рік — розпис у церкві села Теремно, Луцького району.
2004 та 2006 —міжнародний фестиваль «Поліське літо з фольклором», м. Луцьк
2007 рік — міжнародний фестиваль «Дні культури України у Польщі»,
2008 рік — обласна виставка»Сніп» м. Луцьк.
2009 рік — всеукраїнська виставка народного мистецтва «Музей архітектури і побуту України», м. Київ
2009 рік — м. Свірж Міжнародний фестиваль культури
2009 рік — м. Київ «Співоче поле»-Всеукраїнський фестиваль народних майстрів
2009 рік жовтень — м. Івано-Франківськ, міжнародний фестиваль «Родослав»
2010-рік-м. Луцьк, Фестиваль"Різдвяна зірка"
Міжнародні виставки
• Міжнародний фольклорний фестиваль «Ягеллонський ярмарок», Люблін, Польща – щорічний учасник (2000–2021)
• Персональна виставка «Традиційне мистецтво України», Вашингтон, США – 2015
              • Персональна виставка «Краса Іспанії», Іспанія, м. Сорренто, Будинок культури-2018
Національні виставки (Україна)
• Республіканська виставка «Майстри України», Київ – 2011р
• Міжнародний фестиваль «Країна мрій», Київ – 2012р
Виставки в Нідерландах
• Kunstroute Renswoude – 2022
              • Виставка «Мистецтво України», Будинок культури Ренсвауде-2022
• Виставка «Декоративні тарілки України», Бібліотека Ренсвауде – 2023 р.
• Новорічна виставка, Хенгело, будинок культури– 2024р
• Виставка «Між двома світами», Утрехт, Theatre Beatrice – 2024 р.
• Персональна виставка «Немає життя без світла», Kultuurhoes Hasselo, Hengelo – 2024 р.
 • Персональна виставка, Арнем, Розет-2024
  • Виставка «Мистецтво – це свобода», Енсхеде, «VolksgalleryDVA», 2024 р.
• Виставка «Вставай і живи»-A-Galerie, Hengelo, 2024

## Стиль
Чубківка — декоративний живопис олійними та акриловими фарбами в народному стилі. Стиль «Чубківка» був започаткований 1994 року. Перші роботи були виконані на склі. Для передачі тримірності та об'ємності художник використовував два-три скла. На стилізацію робіт великий вплив мало захоплення іконописом. З 2007 року «чубківки» почали писатися на полотні.
В роботах художник використовує орнаменти, квіти, взяті з українських рушників. Роботи ліричні, пов'язані з фольклором. Тематика взята з українських пісень. Роботи перегукуються з українськими іконами на склі. Такі ж урочисті і чисті кольори та площинне зображення.
Художник використовує авторську техніку (об'ємне нанесення фарб, поєднання живописних та графічних прийомів).
Автор живе та працює у Луцьку.